# هال (ویرجینیای غربی)
هال (به انگلیسی: Hull) یک منطقهٔ مسکونی در ایالات متحده آمریکا است که در شهرستان مک‌داول، ویرجینیای غربی واقع شده‌است.